# Люцянув (Ласький повіт)
Люцянув (пол. Lucjanów) — село в Польщі, у гміні Відава Ласького повіту Лодзинського воєводства.
У 1975-1998 роках село належало до Серадзького воєводства.